# Portret Filipa IV. (1623–1628)
Diego Velázquez je okoli leta 1623 naslikal uradni portret Filipa IV., v polni postavi in oblečenega v črno, ki je bil eden prvih portretov kralja kmalu po naselitvi v Madridu, okoli leta 1628 pa ga je isti slikar popolnoma predelal. Prihaja iz palače Buen Retiro, kjer je bil v inventarju leta 1700 opisan kot Rettratto del señor don Phelipe quarto mozo de la primera manera de Velázquez. Leta 1791 je šel v urad državnega sekretarja v Palacio Real Nuevo, ki je tam v inventarju iz leta 1814 opisana kot retrato de Felipe 4º con un papel en la mano vestido de negro y golilla apoyado en una mesa. Na Kraljevi akademiji lepih umetnosti v San Fernandu od leta 1816 do njegov dokončni vstop v muzej Prado leta 1828.

## Zgodovina
Po besedah Francisca Pacheca je Velázquez avgusta 1623 nekaj dni po prihodu v Madrid izdelal portret svojega zaščitnika Juana de Fonseca y Figueroa, someliera za zavese njegovega veličanstva, ki ga je v palačo odnesel grofov sin iz Peñaranda. Ko je ta portret videl na dvoru, so mu nemudoma naročili, naj naredi portret kralja, ki je po natančni opombi Pacheca, slikarjevega učitelja in tasta, 30. avgusta 1623 poziral Velázquezu. Ta portret, naslikan v enem samem dnevu mora služiti kot model za poznejšega, večjega in na konju, pa tudi za zasebne kopije, kot je tista, ki jo je naročila doña Antonia Ipeñarrieta, ki je decembra 1624 Velázquezu plačala 800 dukatov za tri portrete kralja, trenutno shranjene v New Yorku, Metropolitanski muzej umetnosti, grofa-vojvode OlivaresA in njenega pokojnega moža Garcíe Péreza de Araciela.
Ko je Pacheco malo kasneje rekel, da je »po tem, ko je dokončal portret njegovega veličanstva na konju, posnemal vse iz življenja, celo deželo, s svojim dovoljenjem in užitkom [kralja] stal na Calle Mayor, pred San Felipejem, z občudovanjem celotnega dvora in zavistjo umetnikov, čemur sem priča«, je Antonio Palomino razumel, da je še vedno aludiral na prvi portret, ki si ga je zamislil na konju in oborožen »ves študij, in skrb, ki je zahtevala tako veliko zadevo, v veliki sliki, v razmerju naravnega, in ki ga je posnemal, celo deželO, ni verjetno, da bo ob tej prvi priložnosti kralj poziral več ur; Sam Pacheco je bil presenečen in je veljal za skrajni primer naklonjenosti kralja njegovemu zetu dejstvo, da je poziral pred njim sedeč tri ure neprekinjeno, »ko ga je upodobil na konju« po potovanju v Italijo, po letu 1630. Ta prvi portret, beležka ali skica, vzeta iz življenja, je bila tista, ki je bila kasneje uporabljena za dokončanje konjeniškega portreta v delavnici, na katerega namigujeta Pacheco in Palomino, trenutno manjka, na katerem naj bi Velázquez delal dlje časa in ga ni dal za dokončanje do malo pred avgustom 1625, ko je Julio César Semín zaračunal pozlato okvirja za njegovo razstavo na Calle Mayor.
Pachecove izjave so sprožile različne interpretacije in poskuse prepoznavanja tistega prvega portreta, narejenega po naravni poti, ki naj bi bil za Jonathana Browna tisti, ohranjen v muzeju Meadows v Dallasu, samo doprsni portret, ki so ga kritiki zavrnili kot kopijo delavnice. Nasprotno, za Joséja López-Reya bi bil ta prvi portret tisti, prikazan na rentgenskih posnetkih pod tem portretom iz muzeja Prado, edini, ki bi ga lahko, ker je vedno pripadal kraljevi zbirki, štel za uradni portret, ki ga je popolnoma preoblikoval sam Velázquez v datum, za katerega López-Rey ocenjuje, da je blizu leta 1628 in z večjo lahkoto poteze s čopičem.

## Opis
Rentgenski posnetki razkrijejo popolnoma preoblikovan portret, naslikan na podlagi, ki spreminja ne le položaj nog, v njihovem prvem stanju v razkoraku, ki nosijo težo na levi ali v podaljšku ogrinjala, ampak daljšem in prilagojenem telesu v najnovejši različici, spremembe, ki jih je mogoče opaziti s prostim očesom, pa tudi v položaju rok in v višini mize, kontura obraza, manj debel in ostrejši v končni različici ali popolno predelavo obleke, kar pomeni, da skoraj noben del osnovnega platna ni ostal nedotaknjen. S takšnimi različicami, ki se zdijo nepotrebne zaradi sprememb v fizičnem videzu monarha, se zdi, da je Velázquez poskušal ustvariti vitkejšo postavo, morda nezadovoljen z videzom prvega portreta. Rahle spremembe na obrazu – predvsem lasje, bolj nabrani na desni in brada nekoliko višje – z zmanjšanjem poškrobljenega ovratnika poskrbijo, da je glava zdaj videti bolj pokončna. Sprememba položaja roke, ki počiva na meču, subtilno dvigne ramo in prekine frontalnost, kar skupaj z večjim dvigom mize in novim položajem nog, združenih in čvrstih, prispeva k enakemu učinku povzdigovanja lika monarha. Rezultat je elegantno in trezno delo, v katerem se s strogimi potezami čopiča in zmanjšano barvno paleto se kraljevsko veličanstvo kaže zaradi dostojanstva in lepote varuha, ne pa zaradi skritih lastnosti moči in delitve pravice, ki ga diskretno obkrožajo: zlato runo, ki visi na črnem traku in ne na zlati ogrlici, kot se je zgodilo v prvi različici in tako krepi podobo strogosti, ne da bi izgubil svoj pomen, meč pravice, na katerem je sloni desnica, pismo ali bankovec, ki ga nosi v levici, in omarica, na kateri počiva visok klobuk, s katerim so aludirane njegove vladne funkcije.
Pradov portret v stanju, v kakršnem so ga našli pred predelavo, je mogoče spoznati po kopijah, ki so bile narejene v slikarjevi delavnici, od katerih sta ohranjeni vsaj dve, ena v Muzeju lepih umetnosti v Bostonu in druga, tista, ki je bila naslikana za gospo Antonio Ipeñarrieta, v Metropolitanskem muzeju umetnosti v New Yorku, kopija, ki so jo José López-Rey in dobršen del kritikov imeli za avtograf, Enriqueta Harris in Jonathan Brown pa menita, delo so delavnice. Obstaja tudi več kopij njene najnovejše različice, nekatere iz Velázquezove delavnice, med njimi tista, ki jo hrani muzej Isabelle Stewart Gardner v Bostonu, verjetno iz zbirke markiza Leganésa.